# Conocarpus erectus

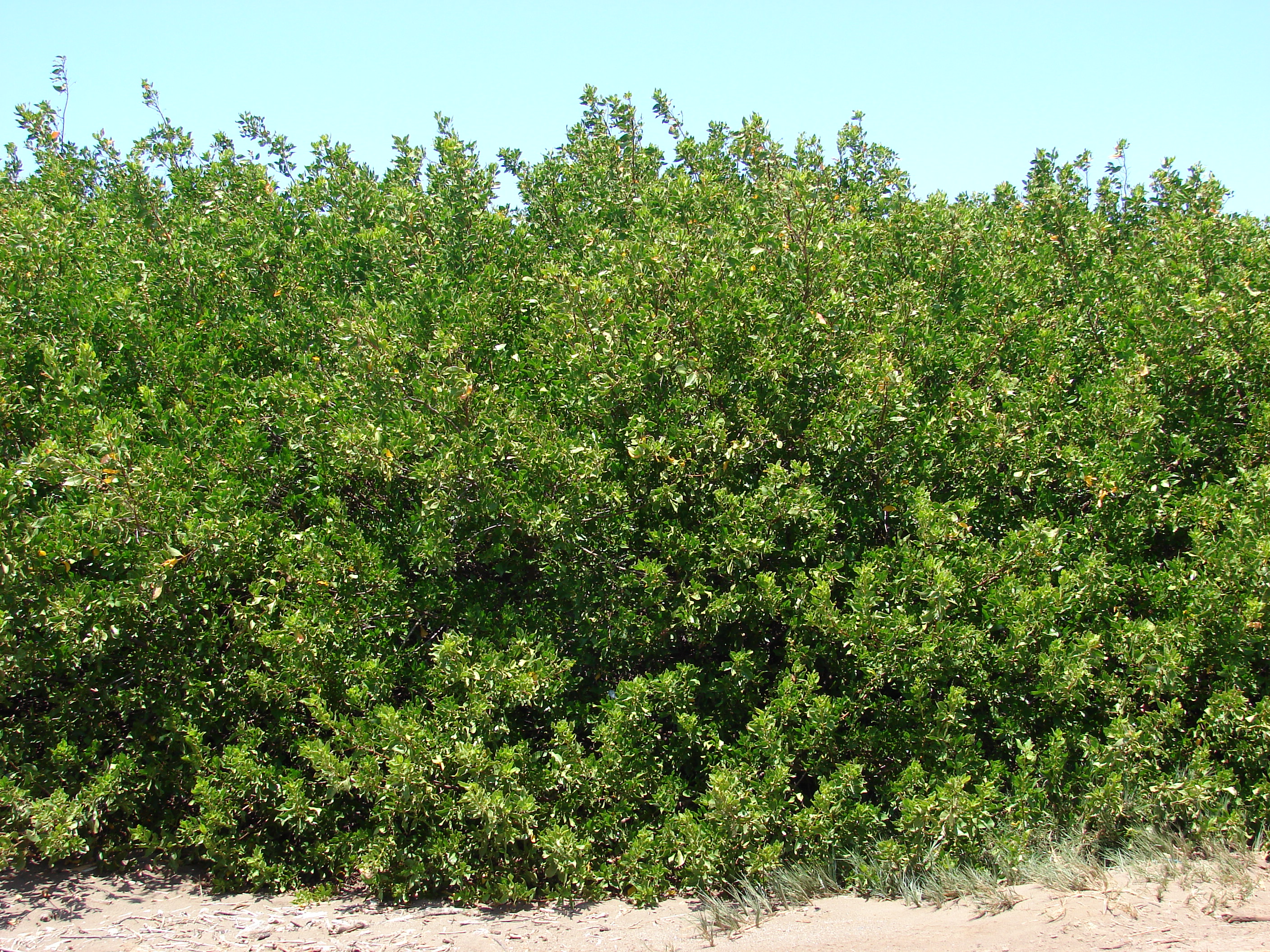
Keřovitý porost

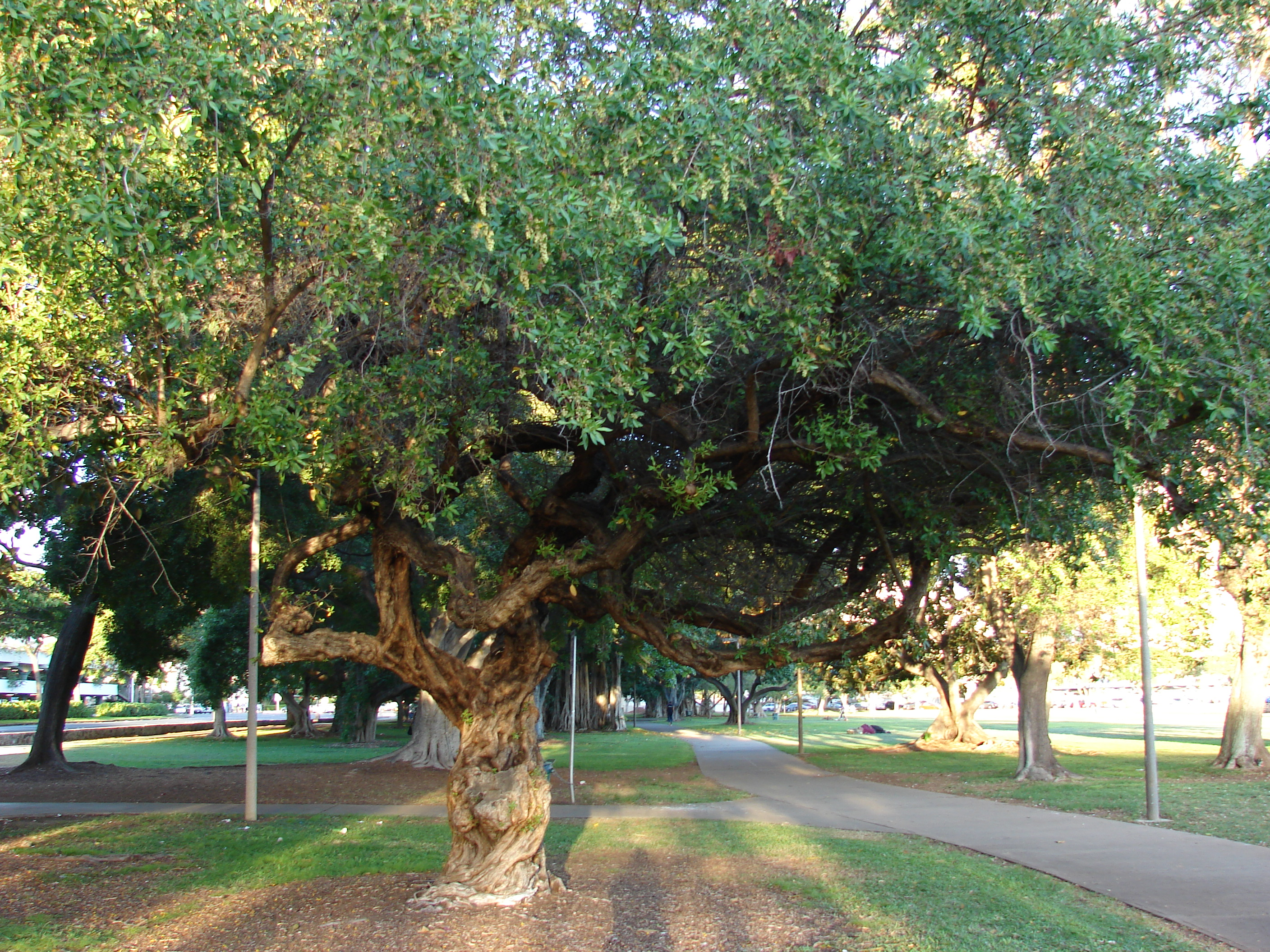
Strom v městském parku

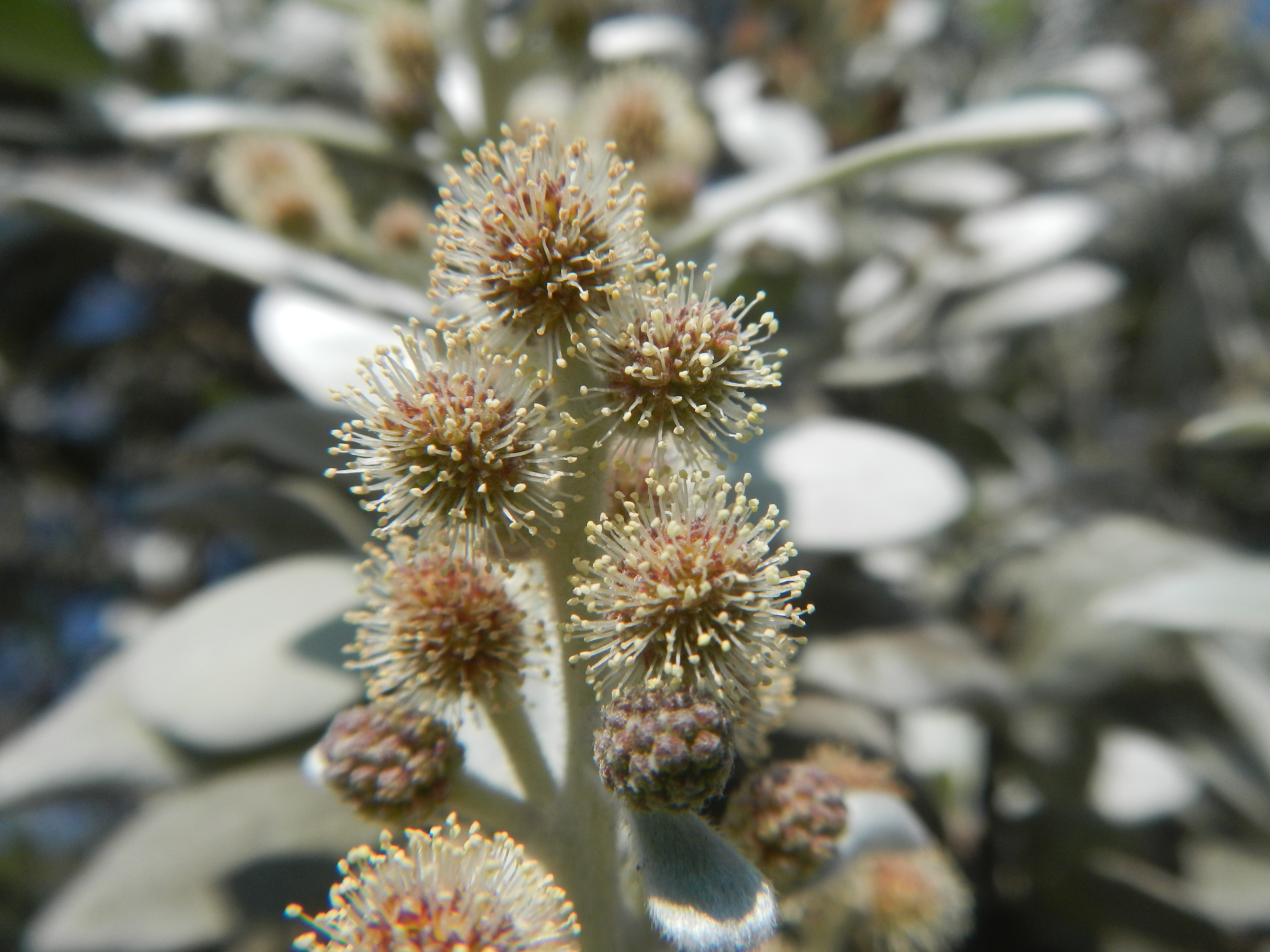
Hlávky s kvetoucími květy

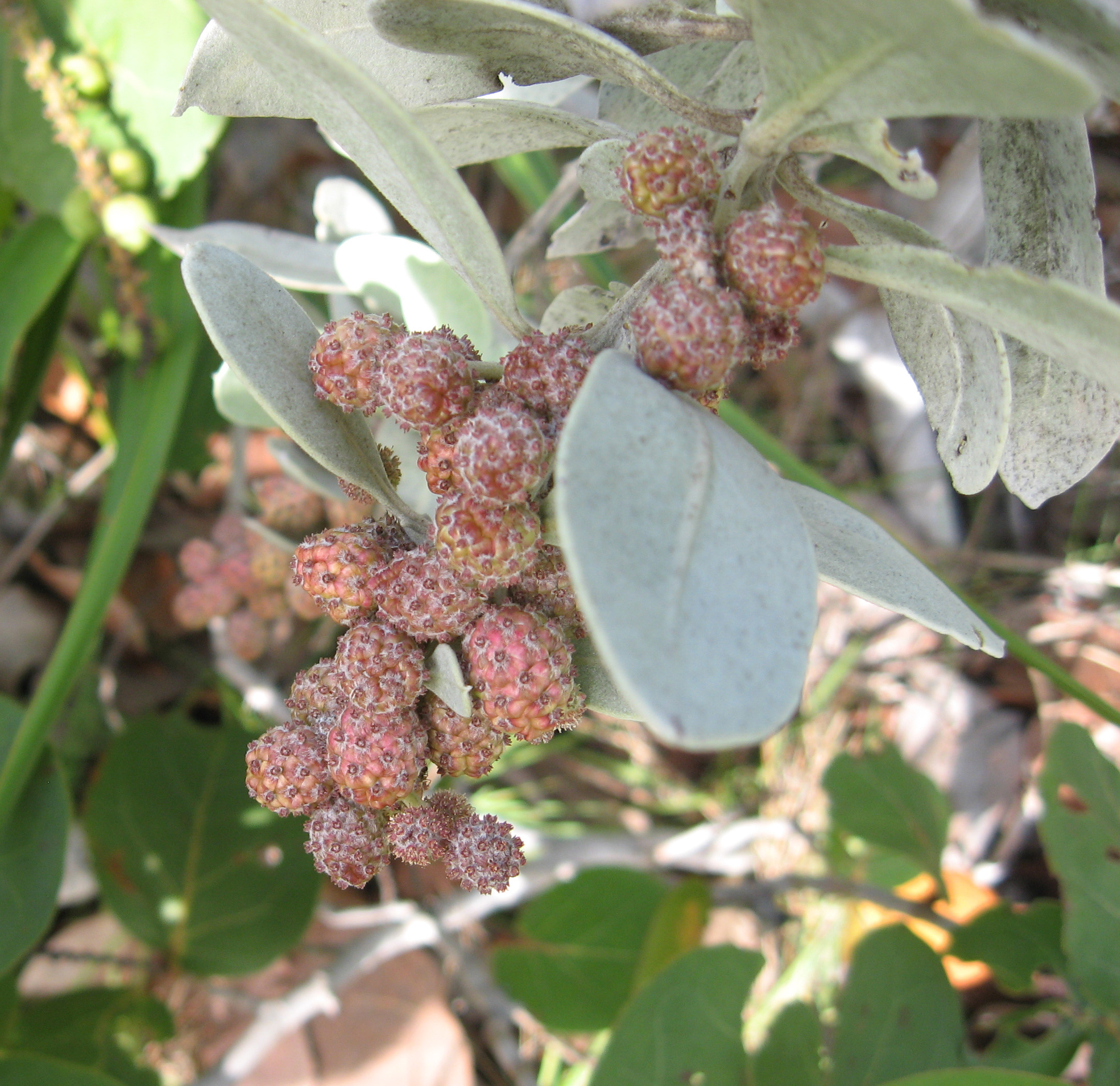
Hlávky s nažkami

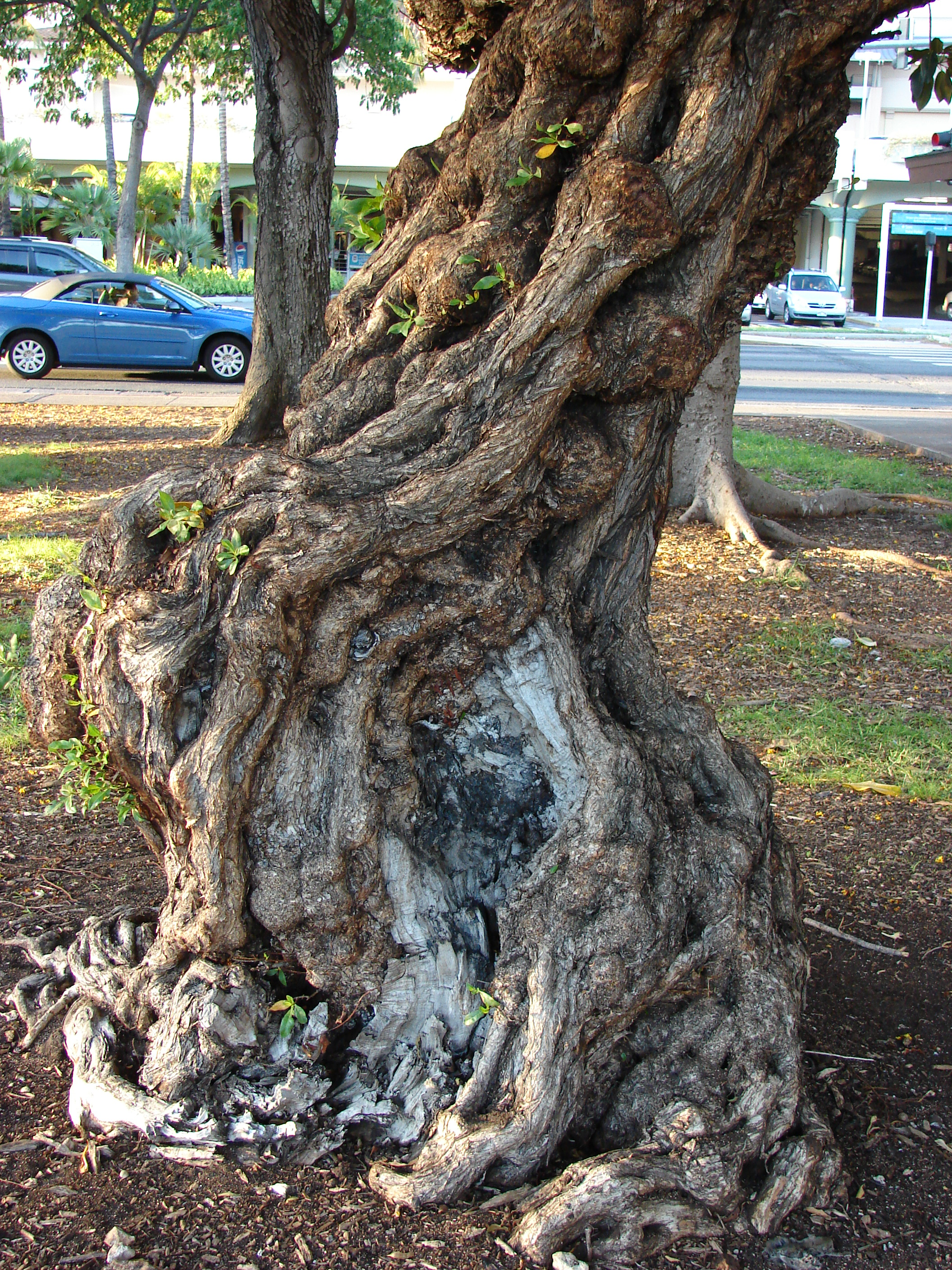
Kmen starého jedince

Conocarpus erectus je stálezelená, jednodomá, bahnomilná dřevina rostoucí převážně v mangrovech, nejčastěji až nad horní hranicí pravidelného přílivu. Na stanovištích blízkých mořskému břehu se vyskytuje jako hustý keř vysoký do 3 m, kdežto v řidších porostech dále od pobřeží to bývá obvykle košatý strom dorůstající do výšky až 8 m.

## Rozšíření
Rostlina je rozšířena v mangrovech Afriky i Ameriky. V Africe roste na západním pobřeží omývaném Atlantským oceánem, od Senegalu a Gambie přes Guineu-Bissau, Guineu, Sierru Leone, Libérii, Pobřeží slonoviny, Ghanu, Togo, Benin, Nigérii, Kamerun, Rovníkovou Guineu, Gabon, Konžskou republiku, angolskou exklávu Cabindu a Demokratickou republika Kongo až po Angolu.
V Americe se vyskytuje jak na východním, tak i západním pobřeží. Na východním, na březích Atlantiku se vyskytuje od Floridy a Texasu ve Spojených státech a dále přes východní pobřeží Mexika do Belize, Guatemaly, Hondurasu, Nikaraguy, Kostariky, Panamy, Kolumbie, Venezuely, Guyany, Surinamu, Francouzské Guyany a odtud až po jižní pobřeží Brazílie. Současně se vyskytuje na pobřeží většiny ostrovů v Karibiku, na Velkých Antilách, Malých Antilách i na Bahamách. Na západním pobřeží Ameriky, u Tichého oceánu, roste od Mexika na severu přes pacifické příbřežní oblasti států pevninské Střední Ameriky až po Kolumbii, Ekvádor a Peru, včetně ostrovů Galapágy. Mimo tyto původní oblasti byl zavlečen na Havajské ostrovy.

## Ekologie
Roste v subtropických a tropických oblastech, kde bývají roční dešťové srážky v rozmezí od 8 po 22 m. Ideální průměrná teplota je na jeho stanovištích okolo 26 °C, snáší však i krátkodobý pokles k 17 °C. Je slabě bazifilní rostlinou, které nejlépe vyhovuje neutrální až slabě vápnitá místa s hodnotou pH pohybující se v toleranci mezi 6 až 8,5.
Daří se mu v brakické vodě, roste v okolí slaných močálů i na bahnitých březích mořských zálivů a lagun. Mezi ostatními dřevinami mangrovů se obvykle vyskytuje roztroušeně, nevytváří jednodruhové porosty. Roste v bahnitých, písčitých a někdy i na kamenitých stanovištích jak na plném slunci, tak i ve stínu vyšších stromů. Je dlouhověkou dřevinou a mimo mořská pobřeží se dobře uplatňuje i jako pouliční či parkový strom v nepříznivém městském prostředí. Stromy za vhodných klimatických podmínek nekvetou sezonně, ale průběžně po celý rok. Lze celkem běžně spatřit vedle sebe rostoucího jedince s květy a druhého s dozrávajícími plody. Má počet chromozomů 2n = 24.

## Popis
Conocarpus erectus bývá nevysoký a někdy i vícekmenný strom s nízko založenou korunou, vysoký 3 až 8 m, či nevysoký hustý keř s křídlatými lodyhami, občas vysoký jen pouhý 1 m. Přestože roste ve slané bahnité půdě, postrádá zjevné biologické specializace mangrového společenstva, například není živorodý a nemá kořeny uzpůsobené k jímání vzdušného kyslíku.
Lodyhy keře i křehké větve stromu mají kůru šedou nebo hnědou, v mládí hladkou a později popraskanou a drsnou. Větve jsou střídavě porostlé jednoduchými, ve spirále vyrůstajícími listy na krátkých, zploštělých řapících dlouhých do 1 cm. Poněkud kožovité čepele bývají obkopinaté až úzce eliptické či oválné, dlouhé 2 až 10 cm a široké od 1 po 4 cm. Bývají na obou koncích dlouze špičaté, po obvodě celistvé a oboustranně jsou svěže zelené i lesklé, žilnatinu mají zpeřenou. Každý list má u řapíku dvě žlázy vylučující nadbytečnou sůl získanou z vody.
Je funkčně dvoudomou rostlinou, která má pouze samčí či jen samičí květy, jež jsou velmi drobné, zelenobílé, voňavé a vyrůstají z paždí listenů na koncích větví. Seskupené jsou v hustých hlávkách velkých 4 až 9 mm, které společně vytvářejí málo větvená latovitá květenství dlouhá do 20 cm. Společně s jednopohlavnými květy vyrůstají v květenstvích i ojedinělé oboupohlavné.
Všechny květy jsou bez korunních lístků, pět jejich vejčitých kališních lístků, velkých asi 1 mm, vytváří zploštělou trubku. Samčí květ má v jednom či dvou kruzích pět až deset nápadně vyniklých tyčinek zakončených srdčitými prašníky s pylem. Samičí květ s pýřitou češuli má vyvinutý pestík s nektarovým diskem a jednodílný spodní semeník se dvěma vajíčky a vyčnívající čnělkou s bliznou. Květy jsou opylovány hmyzem slétajícím se pro nektar a pyl.
Plod je drobná, mírně zploštělá, jednosemenná, červenavě hnědá nažka, která má dvě podélné rýhy tvořící drobná křídla napomáhající při rozptylu větrem. Při dozrávání bývají nažky nahloučené v počtu třicet až padesát v elipsoidní, až 1,5 cm šištici kuželovitého tvaru, která se průběžně rozpadá a uvolněné nažky odnáší vítr. Nažky dobře plavou a jsou vodou odnášeny do vzdálených míst, změřená klíčivost čerstvého osiva je okolo 10 %. Většinou se u tohoto druhu nepoužívá umělé rozmnožování, neboť dospělí jedinci produkují velké množství semen a mladé, přirozeně vyrostlé semenáče spolehlivě nahrazují uhynulé nebo pokácené exempláře.
Conocarpus erectus je i přes snižující se populační trend, s ohledem na široký výskyt, organizaci IUCN hodnocen jako málo dotčený taxon (LC).

## Význam
Dřevo z tohoto druhu strbouleně je hnědé s načervenalým nádechem. Je středně těžké, pevné a tvrdé, špatně se sice opracovává, ale dobře jej lze vyleštit. Odolává po dlouhou dobu hnilobě i při zakopání do země, je však náchylné k napadení termity. Protože většinou bývá nevelkých rozměrů, je obvykle používáno jen na sloupky a různé tyče, pouze ojediněle na potřeby pro vybavení domácnosti. Dřevo má velkou výhřevnost, hoří pomalu a nevydává zápach, jen málo kouří a je žádaným palivem na vaření či uzení a hlavně na výrobu kvalitního dřevěného uhlí. Kůra obsahuje veliké množství taninu, pro který byla dříve komerčně sklízena.
Jedinci rostoucí dále od mořských břehů skýtají v období sucha svými listy nouzovou pastvu pro býložravce. Poskytují také potravu (listy), úkryt i životní prostor pro pestrou řadu korýšů (například krabů) a také vhodná místa pro hnízdění ptáků ( např. orlů bělohlavých).